# Peder Hansen (guvernør)
 Der er flere personer med dette navn, se Peder Hansen.
Peder Hansen (født 27. november 1798 i Aalborg, død 1. september 1880 på Hvidøre) var en dansk guvernør i Trankebar og Dansk Vestindien.

## Biografi
Han studerede ved Latinskolen i Aalborg i 1817. Tog i 1822 teoretisk juridisk eksamen og i 1825 praktisk juridisk eksamen. Begyndte at arbejde hos Rentekammerets Danske Kancelli i 1824. Derefter rejste han til den danske koloni Trankebar i Indien, hvor han i 1826 blev fuldmægtig hos koloniledelsen og fra 1828 kongelig kasserer. I 1831 blev han kirkeværge og fattigforstander og fra 1833 anden regeringsråd, guvernementssekretær, overformynder og notarius publicus i Trankebar. I 1834 blev han første regeringsråd, justitiarius og skifteforvalter. I 1838 blev han chef for Frederiksnagore og blev i 1841 udnævnt til guvernør i Dansk Ostindien. I 1845 blev Dansk Ostindien solgt til Det britiske Ostindiske kompagni og Hansen blev dermed koloniens sidste danske guvernør.
Etter overleveringen af kolonien til englænderne rejste han på opgave for den danske regering til Kina hvor han oprettede flere danske konsulater. I 1846 vendte han tilbage til København og blev året efter afskediget som guvernør med venteløn. I 1848 blev han som regeringskommissær og midlertidig guvernør sendt til Dansk Vestindien i forbindelse med et slaveoprør i kolonien. Han blev i 1851 afløst af Hans Ditmar Frederik Feddersen.
I 1854 blev han valgt ind i Rigsdagens Folketing for Aalborg Amts anden valgkreds og repræsenterede denne til 1861.
Peder Hansen blev i 1843 udnævnt til Ridder af Dannebrog og fik i 1845 Kommandørkorset af samme orden. Han blev kammerassessor 1828, etatsråd 1837 og konferensråd 1851.
Han er begravet på Gentofte Kirkegård.